# École autrichienne du Guatemala
Pour les articles homonymes, voir École autrichienne (homonymie).
 (février 2022).
Si vous disposez d'ouvrages ou d'articles de référence ou si vous connaissez des sites web de qualité traitant du thème abordé ici, merci de compléter l'article en donnant les références utiles à sa vérifiabilité et en les liant à la section « Notes et références ».
L'école autrichienne du Guatemala (allemand : Österreichische Schule Guatemala, espagnol : Instituto Austriaco Guatemalteco)  se trouve dans la zone 16 du département de Guatemala, dans la capitale guatémaltèque Guatemala Ciudad. Selon le programme scolaire autrichien, il s'agit d'une école privée qui accueille différents types d'écoles. Elle est la deuxième plus ancienne école autrichienne à l'étranger après le lycée autrichien Saint-Georges à Istanbul.

## Histoire
L'école autrichienne du Guatemala est un complexe scolaire situé sur un terrain de huit hectares, qui abrite entre autres un jardin d'enfants, une école maternelle (preprimaria), une école primaire (primaria) et un lycée (secundaria). L'enseignement est en grande partie basé sur le programme scolaire autrichien.
L'école autrichienne au Guatemala a été fondée en 1958 par l'Autrichien Harald König en tant qu'école maternelle et primaire sous le nom d'"Instituto Austriaco Guatemalteco". La même année, l'"Österreichisch guatemaltekische Kulturverein" a été fondée et l'école primaire a été reconnue légalement par le gouvernement guatémaltèque. L'Autriche a alors envoyé du matériel pédagogique
En 1966, l'établissement d'enseignement a été acheté par la République d'Autriche et la gestion administrative a été assurée par l'Association culturelle autrichienne du Guatemala (ACAG). À partir de 1968, le ministère autrichien de l'éducation a envoyé des professeurs subventionnés à l'école. En 1973, le directeur de l'époque, Günther Edelmann, a obtenu l'autorisation d'ouvrir une école secondaire.

Lors des tremblements de terre les plus violents qu'ait connus le Guatemala jusqu'à présent, le 4 février 1976, où près de 23.000 personnes ont perdu la vie, le bâtiment scolaire a été en partie gravement endommagé, de sorte que les cours n'ont pu reprendre qu'un mois plus tard.
Fin 1980, la "Fondation culturelle austro-guatémaltèque" (Fundación Cultural Austriaco Guatemalteca) a été créée pour gérer l'école autrichienne du Guatemala.
En 1986, le "Colegio Viena" a été créé. Il s'agit d'une école parallèle dans laquelle l'enseignement en langue espagnole est dispensé exclusivement par des enseignants guatémaltèques. Cette école ne fait pas formellement partie de l'école autrichienne à l'étranger.

## Enseignement
L'enseignement commence au kindergarten, se poursuit à l'école pré-primaire (de), à la Vorschule (de) et se termine au Realgymnasium (de)
L'apprentissage de l'allemand se poursuit à partir de la 1ère année, de sorte que les élèves peuvent obtenir les diplômes de langue autrichiens ou allemands (Österreichisches Sprachdiplom Deutsch (de), diplôme de langue allemande (DSD)) à la fin de leur scolarité. Dans les matières telles que les sciences naturelles, l'informatique, les mathématiques et la musique, seul l'enseignement spécialisé en allemand est utilisé.
Les élèves de l'école autrichienne du Guatemala obtiennent, après avoir terminé avec succès leur cursus (V. Bachillerato), aussi bien le diplôme autrichien de fin d'études secondaires (Matura) que le diplôme guatémaltèque de fin d'études secondaires (Bachillerato en Ciencias y Letras), avec lesquels les diplômés sont autorisés à étudier aux États-Unis et dans l'UE.